# Ducula whartoni
Ducula whartoni е вид птица от семейство Гълъбови (Columbidae). Видът е почти застрашен от изчезване.

## Разпространение
Видът е разпространен в Остров Рождество.